# هانس ويسترهوف
هانس ويسترهوف (بالهولندية: Hans Westerhof)‏ هو لاعب كرة قدم ومدرب كرة قدم هولندي في مركز الدفاع، ولد في 24 نوفمبر 1948 في Terborg ‏ في هولندا. لعب مع نادي فيندام ونادي كامبور.

## وصلات خارجية
- هانس ويسترهوف على موقع قاعدة بيانات كرة القدم.إي يو (الإنجليزية)
- هانس ويسترهوف على موقع عالم كرة القدم.نت (الإنجليزية)